# 维萨里奥·朱加什维利
维萨里奥·伊万内斯泽·朱加什维利（羅馬化：Besarion Ivanes dze Jughashvili；约1850年—1909年8月25日），俄語名维萨里奥·伊万诺维奇·朱加什维利（俄语：Виссарион Иванович Джугашвили），通称别索，苏维埃社会主义共和国联盟第三任最高领导人约瑟夫·斯大林之父。维萨里奥出生在格鲁吉亚大利罗一个農奴制下的农民家庭，年轻时来到梯弗里斯一家制鞋厂当鞋匠，之后应别人的邀请，在哥里开了字的店铺，邂逅了未来的妻子叶卡捷琳娜·格拉泽，两人生了三个儿子，斯大林是小儿子。虽然外界觉得他“聪明、很骄傲”，他的店铺还是关门了，还有酗酒的严重问题，最终于1884年举家搬回第比利斯，重新回工厂上班。自那时起，他就很少见妻子和儿子，之后的人生也不为人所知，除了于1909年因肝硬化去世。

## 家史与早年
维萨里奥·朱加什维利的家人鲜有人知道。祖父扎扎·朱加什维利（1798–1847）1801年曾被流放到东格鲁吉亚（卡尔特利至卡赫蒂），1804年参加米蒂乌莱蒂叛乱，反抗俄罗斯帝国。扎扎可能有奥塞梯人血统，历史学家西蒙·蒙蒂菲奥里认为他出生于靠近现南奥塞梯的哥里，但该说法未经证实。扎扎躲避起义运动，搬到大利罗，距首都梯弗里斯（现第比利斯）16公里的一个村庄。他在巴杜尔·马查贝利王子家当农奴，照料葡萄园。他最初有个名叫瓦诺的儿子（瓦诺是伊万的格鲁吉亚语缩略词），之后又有了乔治和维萨里奥，两人可能在1850年左右出生。瓦诺可能在维萨里奥快要50岁时早夭，乔治则当上旅馆老板，直至被强盗杀死。
维萨里奥来到梯弗里斯，到G·G·阿德尔哈诺夫（G.G. Adelkhanov）制鞋厂工作时，已无家人依靠。那时维萨里奥会识字，可能在梯弗里斯学会亚美尼亚语、阿塞拜疆语和俄语，以及母语格鲁吉亚语。1约870年，他应邀搬到梯弗里斯75公里外的哥里，为驻扎当地的俄军制鞋。哥里当时是个小镇，人口仅7000人左右，亚美尼亚人占多数，格鲁吉亚人数量较多，俄罗斯人、阿布哈兹人和奥塞梯人占少数。1871年是城镇发展的重要节点，外高加索铁路的分支将城镇连接到梯弗里斯及石油出口大港波季。

## 哥里时期

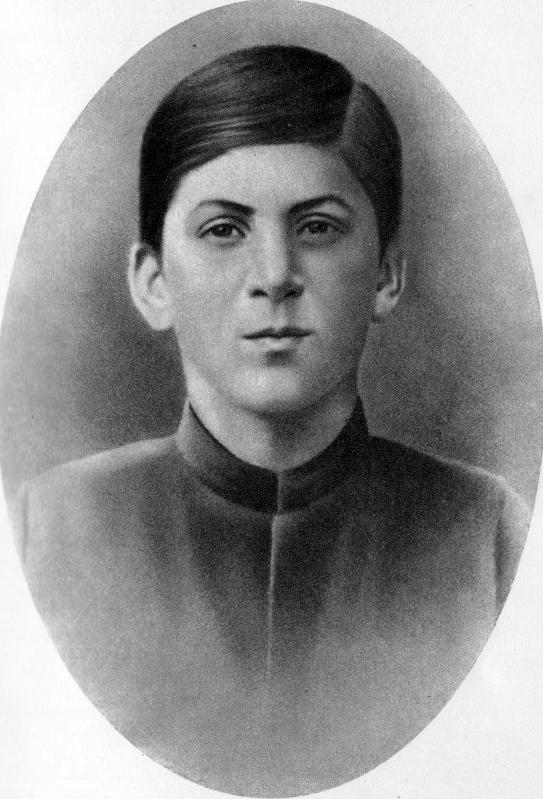
朱加什维利小儿子约瑟布·朱加什维利，他是朱加什维利唯一一个活过童年的孩子，长大后改名为约瑟夫·斯大林。图片摄于1894年

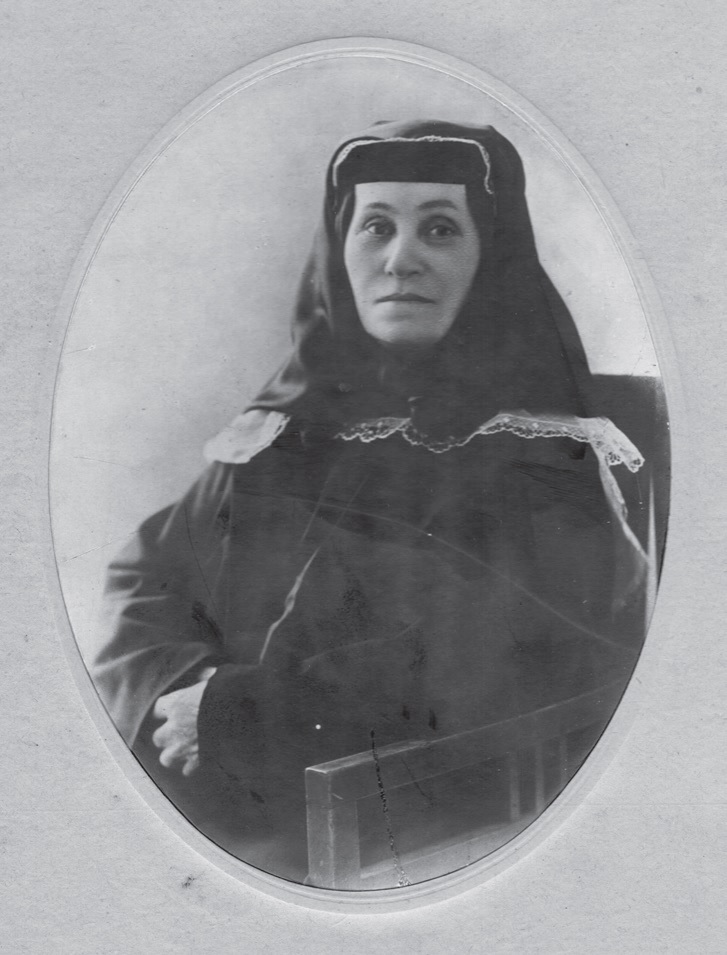
朱加什维利妻子卡卡·格拉泽，摄于1892年

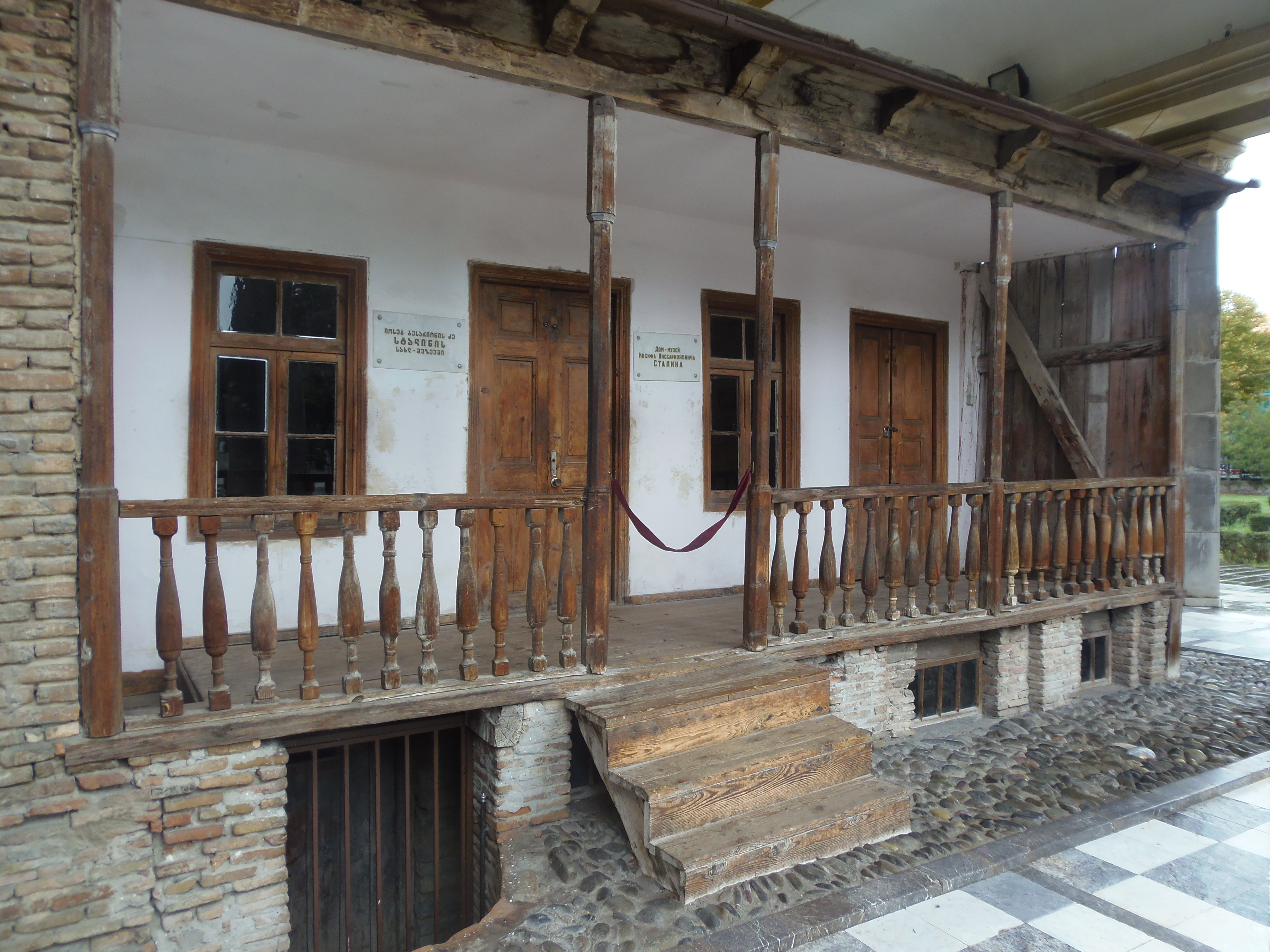
2016年，朱加什维利在哥里的旧居。一家人住在左边的一个房间，店铺在地下室。该建筑现为哥里史達林紀念館

朱加什维利在靠近军营的俄罗斯区（Russian Quarter）开了一家店。1872年（一说1874年），他娶了当时可能16岁的女佣卡卡·格拉泽。
卡卡样貌出众，脸上有雀斑，留着赤褐色的头发。她出生在哥里附近的甘巴雷利村（Gambareuli），幼年丧父，其后搬到镇上。两人生了三个男孩，大儿子米哈伊尔（1875年2月14日生）和二儿子乔治（1876年12月24日生）分别在两个月和六个月时夭折，剩下小儿子约瑟布（1878年12月6日生）。蒙蒂菲奥里认为，米哈伊尔夭折后，朱加什维利开始酗酒，婚姻关系开始恶化。历史学家斯蒂芬·考特金也指出外界谣传卡卡不忠，给他造成了伤害，尤其是在约瑟布出生后，好几个人都说是孩子的父亲。然而，考特金承认“卡卡花不花心、滥不滥交的问题尚未定论”，“未有可靠来源证实斯大林的母亲可能有婚外情”，认为朱加什维利很可能就是孩子的父亲。
朱加什维利的店铺刚开业，经营情况不错，有十名员工，外加学徒，一家人最初享受着水平较高的生活。一名前学徒后来说自己经常在他们家看到黄油，当时黄油对于大多数格鲁吉亚人来说是不可多得的珍馐。然而，考特金认为他们家的生活很平庸，吃的都是些常见的食品，例如羅比奧、亞美尼亞脆餅和巴德里亞尼。但是朱加什维利有酗酒的习惯，当时格鲁吉亚流行用酒来付账，而不是用钱，这给他的生意和家庭带来了不利影响。艾萨克·多伊彻认为朱加什维利无法提升自己的地位，“当自己的主人”，很可能是酗酒和意志消沉导致的。该说法得到羅伯特·約翰·瑟維斯的认同，他指出朱加什维利没有改变思维，制造当时很流行的欧洲风格鞋子，反而贯彻传统的格鲁吉亚风格，认为卡卡的谣言可能是他酗酒的主要原因。朱加什维利经常会喝醉酒打卡卡（卡卡经常会还手）和约瑟布，或是在公共场合斗殴，外号“疯子別索”因而得名。

## 晚年与去世

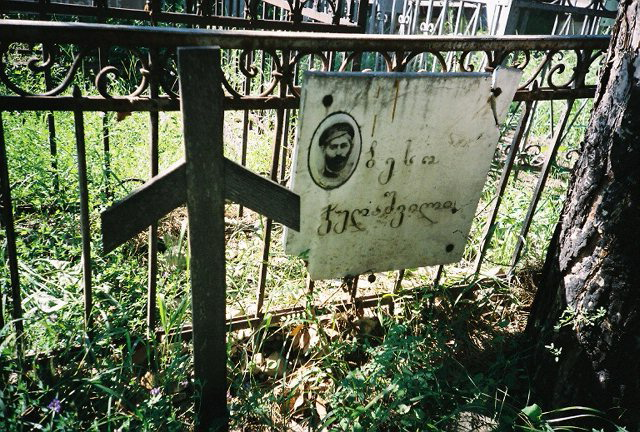
朱加什维利在格鲁吉亚泰拉维的坟墓。坟墓最初外观平平，据信到1972年才发现是他的坟墓。

1884年，朱加什维利离开家人，搬回梯弗里斯，回到曾经工作过的阿德尔哈诺夫鞋厂。他给卡卡寄了钱，希望得到谅解，但以失败告终。朱加什维利得知卡卡让约瑟布上学，没有让他继承自己的事业当鞋匠，因而感到不安，这导致约瑟布1890年1月发生严重事故，被轻便敞篷马车撞成重伤。朱加什维利匆忙赶回哥里，带儿子去梯弗里斯的医院看病，约瑟布康复后在阿德尔哈诺夫鞋厂当学徒。卡卡非常反对这个做法，她利用教会的关系，将约瑟布带回哥里，让他继续完成学业，当一名牧师。这也是朱加什维利最后一次见到妻子和儿子，约瑟布离开梯弗里斯后，他切断了与他们的联系及经济支持。
约瑟布离开梯弗里斯后，朱加什维利离开了阿德尔哈诺夫鞋厂，在亚美尼亚集市的一个鞋摊当过一段时间的鞋匠，之后的行动不为人知。他还和约瑟布保持联络，偶尔会给他寄去自己亲手做的鞋。朱加什维利还在约瑟布的人生中扮演了最后一个角色，1900年1月，约瑟布因朱加什维利首次入狱，当时朱加什维利离开大利罗，但没有摘掉乡下人的身份，而是继续以农民的身份，在当地欠税。约瑟布代替仍在梯弗里斯的父亲朱加什维利入狱的原因未有记载，但考特金认为这是警方在警告当时开始投身革命运动的约瑟布。
1909年8月，朱加什维利罹患结核病、結腸炎和慢性肺炎，住进梯弗里斯的米哈伊洛夫斯基医院。1909年8月12日，他因肝硬化离世，只有一位鞋匠同事出席了他的葬礼。之后他被葬在泰拉維的一个无标记的坟墓，具体地点无人知道，直到1972年格鲁吉亚共产党第一书记坎迪德·内斯托罗维奇·查克维亚尼前去寻找，才确定具体位置，但朱加什维利的遗体是否仍得到保留就不得而知。查克维亚尼之前有找过几张朱加什维利的照片，给斯大林确认，但斯大林无法确认照片中哪位是父亲。据说朱加什维利有唯一一张照片，但真实性不得而知。